# San Gabriel, Zacatecas
San Gabriel är en ort i Mexiko.   Den ligger i kommunen Villa Hidalgo och delstaten Zacatecas, i den centrala delen av landet, 400 km nordväst om huvudstaden Mexico City. San Gabriel ligger 2 124 meter över havet och antalet invånare är 107.
Terrängen runt San Gabriel är en högslätt. Runt San Gabriel är det ganska glesbefolkat, med 45 invånare per kvadratkilometer. Närmaste större samhälle är Villa Hidalgo, 7,9 km öster om San Gabriel. Omgivningarna runt San Gabriel är i huvudsak ett öppet busklandskap.